# Rugby union

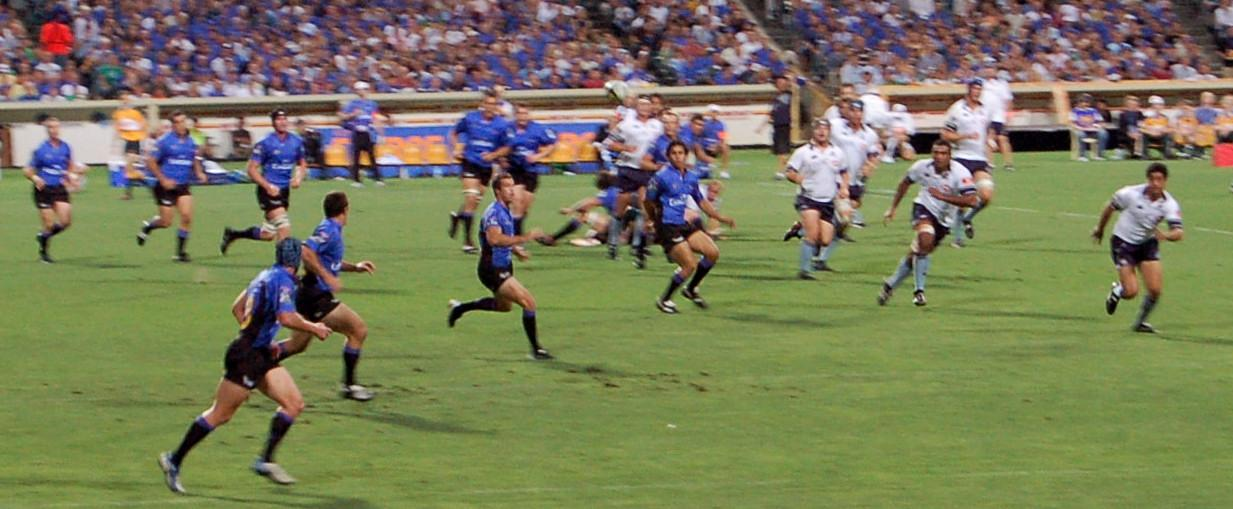
Veel voorkomende situatie in het rugby.

Rugby Union Football, kortweg rugby, is een balsport die is ontstaan aan de Rugby School in Engeland. Volgens de legende, pakte een jonge heer tijdens een schoolwedstrijd football de bal (een opgeblazen varkensblaas, omhuld door leer) met zijn handen op en ging daarmee rennen richting doel van de tegenstander. Deze speler, William Webb Ellis, wordt tegenwoordig nog steeds gezien als de grondlegger en uitvinder van de balsport. Van origine werd in Engeland rugby aangeduid als Rugby Football. Gedurende de jaren zijn de regels danig veranderd en deze worden nog vrijwel ieder jaar aangepast om de sport vooral veilig en aantrekkelijk te houden. Rugby is een van de bekendste veldsporten ter wereld. Een wedstrijd wordt gespeeld door twee teams van 15 personen en duurt 2 maal 40 minuten. Tijdens de wedstrijd proberen de spelers een ovale bal over de zogenaamde tryline van de tegenstander te drukken of tussen de palen te schoppen om zo punten te scoren. Spelers mogen de bal dragen of schoppen. Het afspelen met de handen naar een teamgenoot (passen) mag alleen in achterwaartse richting.
In 1886 werd de International Rugby Football Board (IRFB) opgericht, de naam werd in 1997 gewijzigd in International Rugby Board (IRB). De organisatie is gevestigd in Dublin. De IRB bepaalt de spelregels (in de rugbywereld 'laws' genoemd) en organiseert wereldkampioenschappen (sinds 1987). Sinds 1995 is de sport professioneel. Daarvoor was van betaling geen enkele sprake. De spelers moesten zelf hun kopje koffie na afloop van de wedstrijd betalen, bier was wel gratis. Door deze houding van de bonden behoren de rugbybonden tot de rijkste sportbonden ter wereld. Er wordt weleens gezegd dat de mijnwerkersstaking begin jaren 70 in Wales gesponsord werd door de WRU.
Naast Rugby Union bestaat er ook de variant Rugby League. De twee sporten zijn in 1895 uit elkaar gegaan na een conflict over betalingen. Rugby League was destijds de professionele rugbyvariant, met 13 in plaats van 15 spelers. Tegenwoordig worden beide varianten professioneel gespeeld. Bij Rugby League verlopen met name de tackles geheel anders, omdat het gevecht om de bal stopt nadat een speler met de bal is getackeld. Daardoor ontstaat een ander spelpatroon. In Nederland of België is Rugby Union de grootste variant, maar wordt tegenwoordig ook Rugby League gespeeld.

## Spelregels
De spelregels van Rugby Union zijn opgesteld door de IRB In totaal zijn er 202 regels (11-04-2016).

### Speelveld

Diagram van een rugbyspeelveld met markeringslijnen en maataanduidingen.

De palen staan op de doellijn. Achter de doellijn ligt de achterlijn. Het gebied tussen deze twee lijnen is het doelgebied. In het doelgebied kan een try worden gedrukt. Voor de doellijn ligt het verdedigingsvak tot aan de 22-meterlijn. In dat verdedigingsvak staat op 5 meter van de achterlijn een onderbroken lijn. Spelhervattingen mogen niet tussen deze lijn en de doellijn plaatsvinden. Ze worden naar deze 5-meterlijn teruggeplaatst. Tussen de 22-meterlijn en de middellijn ligt de onderbroken 10-meterlijn. Deze ligt op 10 meter van de middellijn. Deze 10-meterlijn moet worden gepasseerd bij de aftrap. Verder heeft deze lijn geen betekenis.
Verder lopen er ook nog lijnen in de lengterichting van het veld. Te beginnen de zijlijn. Op 5 meter daarnaast staan er onderbroken lijnen en op 15 meter van de zijlijn nog een. Dit zijn de lijnen waartussen de spelers moeten staan die een line-out opvangen.

### Bal

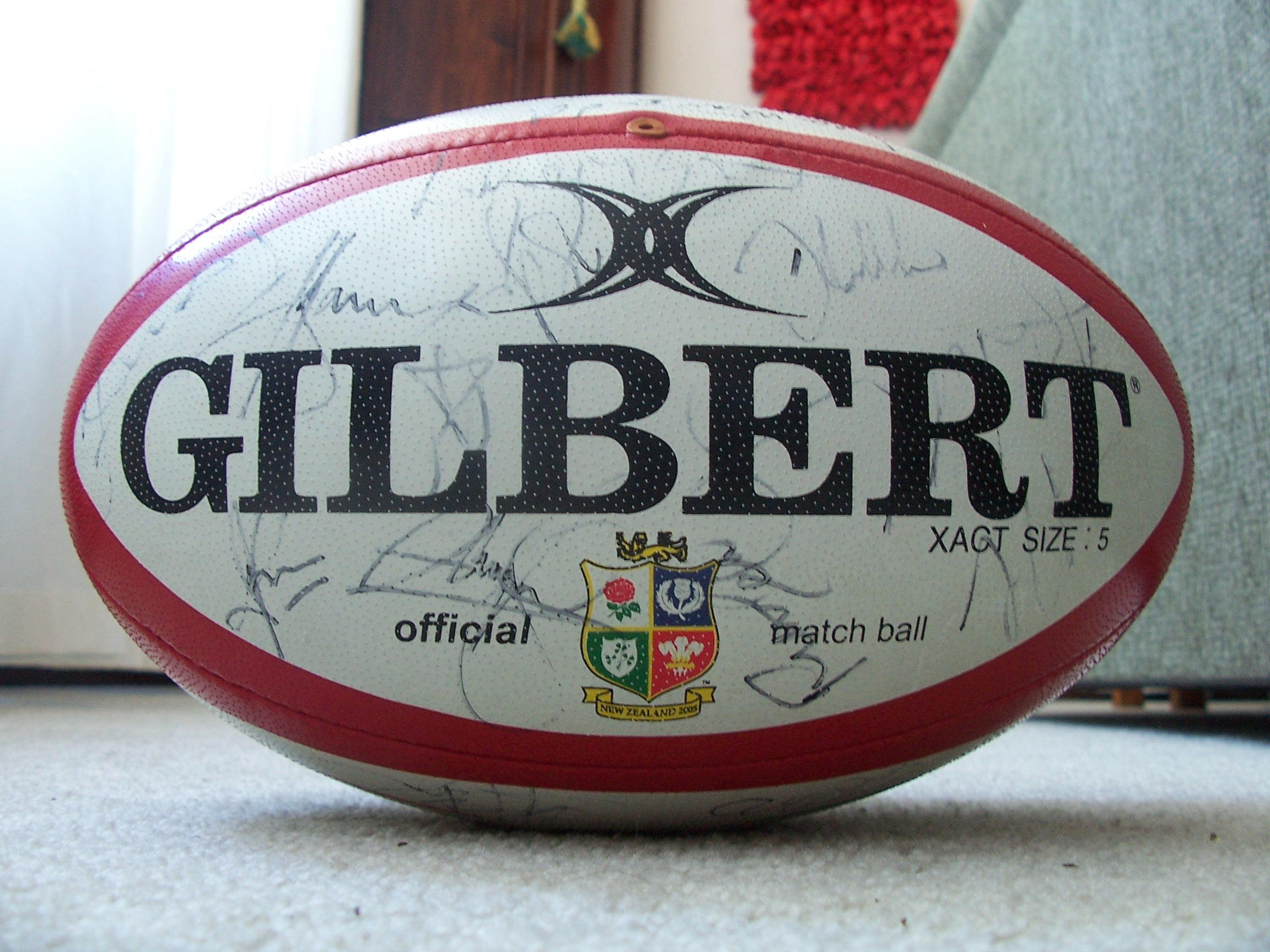
Typische moderne rugby union bal.

Bij rugby wordt gebruikgemaakt van een ovale bal zoals hier afgebeeld.

### Tackle

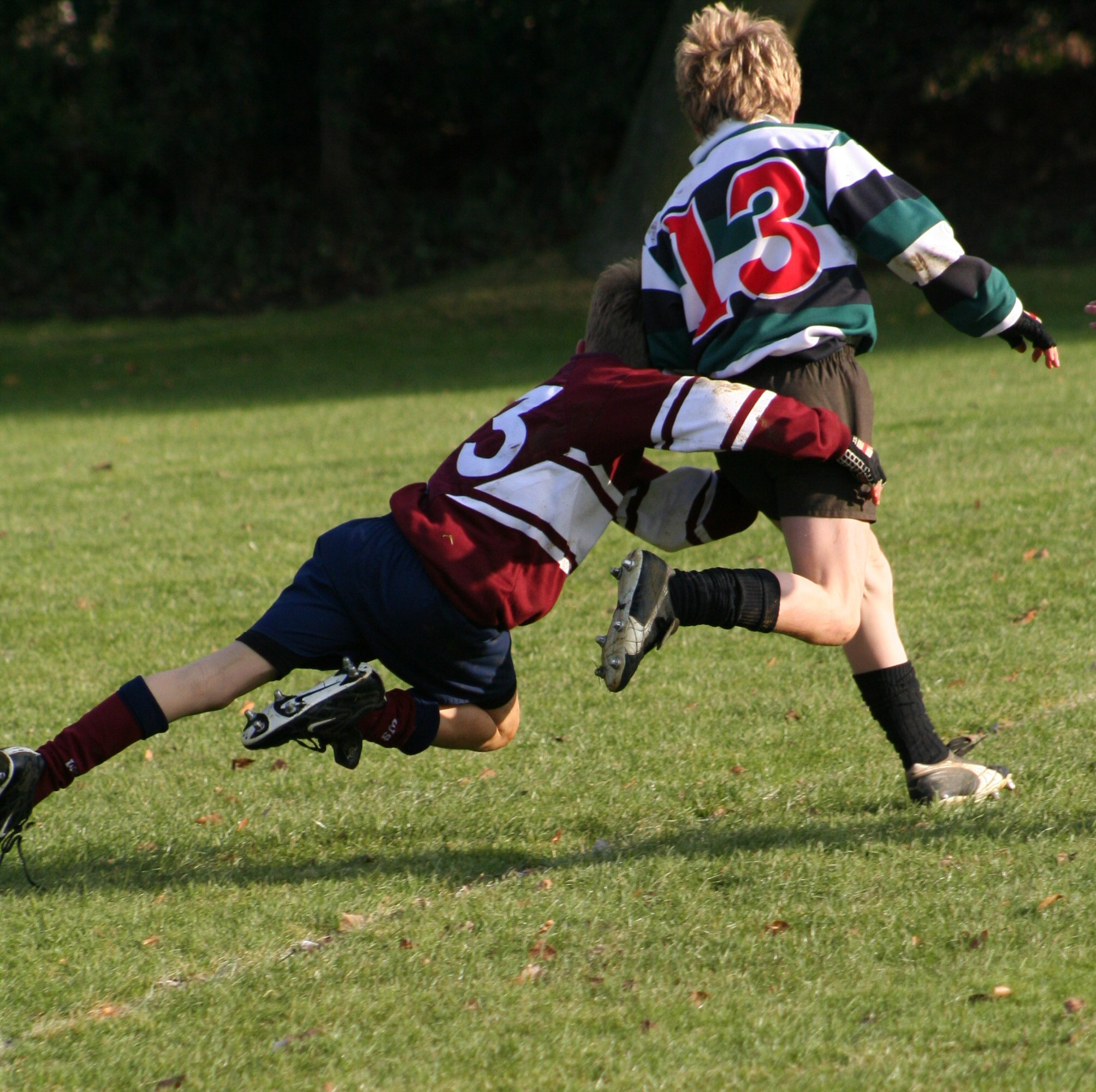
Tackle.

Een speler in bezit van de bal (de baldrager) mag worden getackeld door een tegenstander. Andere spelers dan de baldrager mogen niet worden gehinderd (obstruction). Ook het in de weg staan van een tackle kan worden bestraft (crossing).
Een tackle bestaat uit het naar de grond brengen van de tegenstander gebruikmakend van beide armen (en handen). Daarbij mogen hoofd of nek niet worden geraakt (high tackle). Een speler geldt als getackeld als een knie of hoger lichaamsdeel de grond raakt. De baldrager moet dan onmiddellijk aanstalten maken om de bal af te geven. Niet op tijd afgeven kan worden bestraft (holding the ball). De tackelaar moet onmiddellijk aanstalten maken de getackelde speler de ruimte te geven de bal af te staan. Niet op tijd ruimte geven kan worden bestraft (not releasing).
Na een tackle ontstaan er 2 buitenspellijnen. Aan de uiterste lichaamsgrens aan de zijde van de tegenstander en aan de uiterste lichaamsgrens aan de eigen zijde. De spelers moeten zich gaan opstellen aan hun eigen zijde aan weerszijden van deze lijnen. De enige weg die open staat naar de zijde van de tegenstander is over de getackelde speler heen vanaf de eigen zijde. De begrenzing van deze doorgang wordt gevormd door de lichaamsgrenzen van de spelers betrokken bij de tackel. Inkomen vanaf de zijkant kan worden bestraft (coming in from the side).
Een baldrager heeft het recht na een tackel nog één beweging te maken alvorens de bal af te geven. De speler kan hiervan gebruikmaken om zo terrein te winnen of zelfs een try te scoren.

### Ruck
Na de tackle gaat de strijd om de bal gewoon verder. Boven de spelers op de grond vormt zich gewoonlijk een ruck. De beste vertaling hiervan is wellicht "de meute". De meute die de tackle volgt. Van beide zijden komt een meute (staande) spelers die elkaar de ruimte betwisten. Het is echter niet de bedoeling om op de getackelde spelers te duiken. Wie naar de grond gaat bij het inkomen kan worden bestraft (off feet).
Wat ontstaat doet denken aan een scrum. Het wordt ook weleens een loose scrum genoemd. Spelers betwisten elkaar de positie boven de bal door tegen elkaar aan te duwen. Net als bij een scrum geldt hier: schouders boven de heupen om het veilig te houden.
Doordat de getackelde speler nog één beweging heeft, brengt deze de bal gewoonlijk naar zijn eigen zijde. Daardoor is het meestal makkelijker voor zijn medestanders om de bal te beschermen. In de meeste gevallen komt de bal aan de zijde van de baldrager uit de ruck. Daardoor kan weer een nieuwe aanval ontstaan.
Alle spelers die bij een ruck zijn betrokken, moeten zich binden aan de ruck. Dat binden bestaat gewoon uit fysiek contact maken. De buitenspellijnen van de tackel worden door de ruck nog verder uitgebreid. Ook hier geldt: de fysieke grenzen van eenieder die betrokken is bij de ruck bepalen de lijnen, voor en achter, links en rechts. Iedereen die niet gebonden is aan de ruck, moet zich dus achter de laatste voet van zijn medespeler in de ruck opstellen. Niet gebonden spelers moeten de buitenspellijn in acht nemen. Niet tijdig binden kan worden bestraft (off side).
In een ruck mag geen van de spelers in de ruck de bal met de hand aanraken (hands in ruck). Men mag wel de bal met de voeten terugbrengen, zodat de tegenpartij er niet meer bij kan. Dit wordt rucking the ball genoemd. De bal wordt zo naar de achterkant van de ruck gebracht. Daar kan de bal worden opgeraapt door een vrije speler, meestal de scrum half. Pas als de scrum half de bal in handen heeft, is de ruck voorbij.

### Maul
Als een baldrager wordt aangevallen, maar alle medestanders die fysiek contact maken met de baldrager worden niet naar de grond gebracht, dan ontstaat een maul. Dat woord kan misschien het best worden vertaald met moker.
Net als bij een tackle ontstaan er buitenspellijnen vóór en achter en links en rechts van de maul. Medestanders moeten met elkaar gebonden blijven om bij de maul te horen. Spelers mogen alleen vanaf hun eigen zijde duwen. Het team in balbezit probeert de bal gewoonlijk naar de achterste teamgenoot in de maul te brengen. Als een maul tot stilstand komt en de bal er niet snel genoeg uitkomt, wordt het spel hervat met een scrum. Het doelbewust laten instorten van een maul is een ernstige overtreding (collapsing the maul).

### Scrum

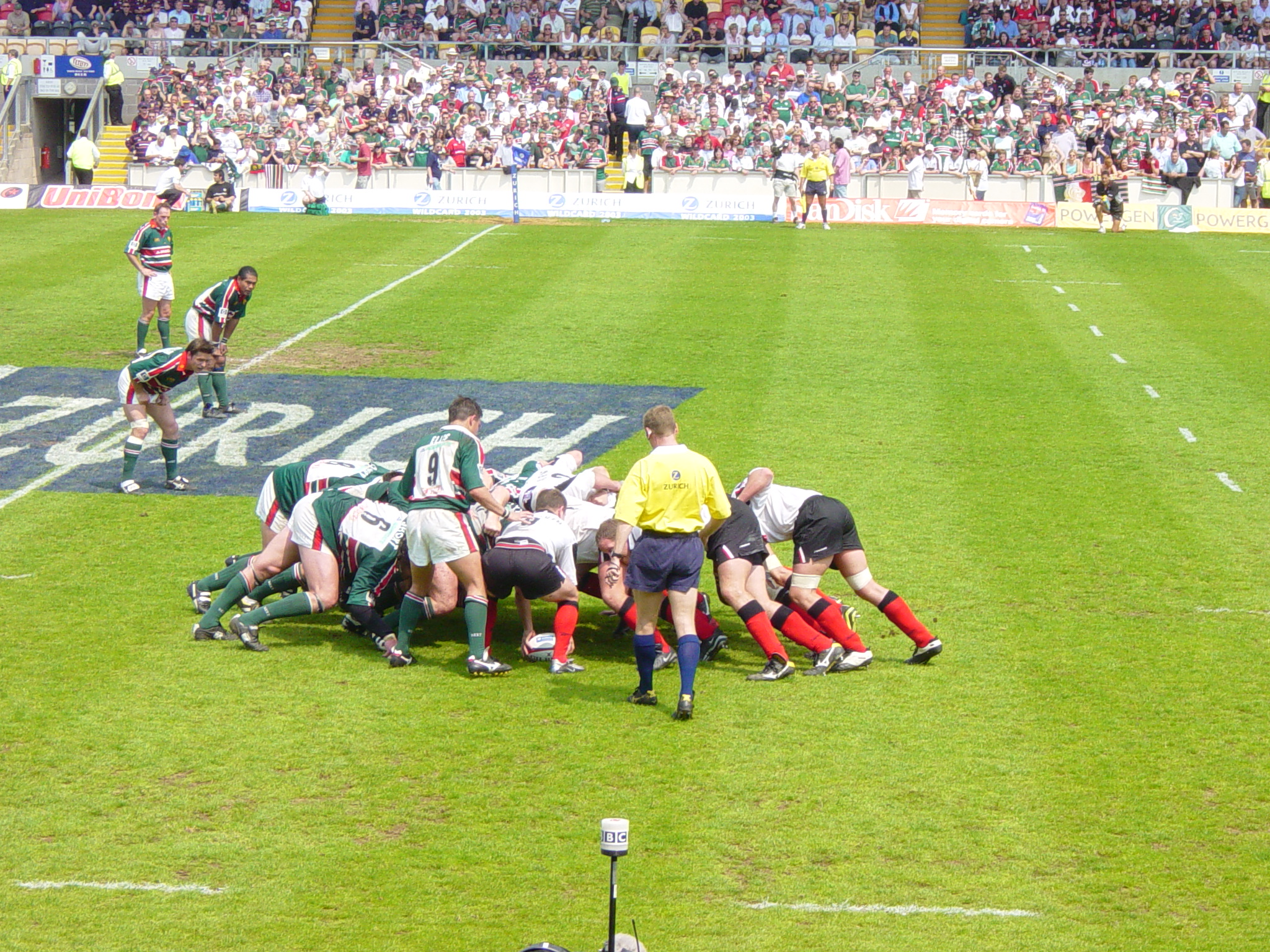
Scrum.

Een scrum (kort voor scrummage) is een spelhervatting die vaak voorkomt tijdens een wedstrijd. De scheidsrechter geeft een scrum als spelhervatting na kleine, technische overtredingen, bijvoorbeeld wanneer een speler de bal voorwaarts laat vallen of als de bal onspeelbaar is geworden.
De scrum mag worden gezien als een geordende ruck. In beginsel heeft het ingooiende team de beste kansen om een nieuwe aanval op te zetten.
In een scrum stellen acht spelers van ieder team zich in een vaste formatie tegenover elkaar op en proberen door duwen in balbezit te komen. De bal wordt in de scrum gebracht door de scrum half. De spelers mogen slechts duwen met de schouders boven de heupen. Het is niet toegestaan een scrum naar de grond te drukken. Dit wordt gezien als een overtreding (collapsing the scrum). Nadat de bal in de scrum is ingebracht zal de hooker proberen de bal met de hak van zijn schoen naar achteren te werken. De inworp moet loodrecht op de scrum worden uitgevoerd. Het is niet toegestaan de bal schuin de scrum in te gooien naar de eigen partij (feeding). Als de bal aan de achterkant van de scrum naar buiten komt, zal meestal de scrum half de bal weer oppakken en gaat het spel verder.

### Line-out

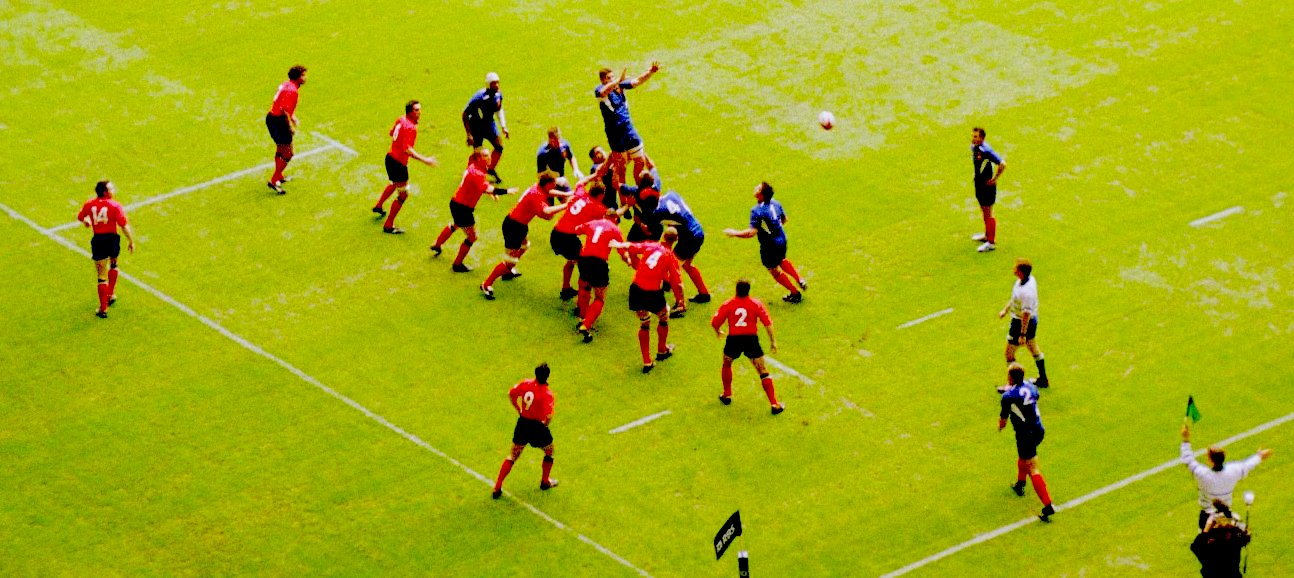
Line-out.

Een line-out wordt gegeven als de bal over de zijlijn is gegaan. De plaats waar de line-out wordt gegeven is echter niet noodzakelijkerwijs de plaats waar de bal de lijn passeerde.
In de eerste plaats is de bal uit, of beter in touch als de bal de grond raakt, hetzij direct, hetzij via een speler. Een springende speler buiten de lijnen, mag de bal dus weer in het veld gooien zolang hij daarbij de grond maar niet raakt met de bal in handen. Aan de andere kant: een speler met de bal in handen binnen de lijnen, die met een voet buiten het veld de grond raakt, heeft de bal dus in touch gemaakt.
Verder is het niet zomaar mogelijk om terreinwinst te boeken door buiten het eigen 22 metergebied direct over de zijlijn te kicken. Een kick direct over de zijlijn vanuit het eigen 22 metergebied leidt gewoon tot een line-out op de plaats waar de bal over de zijlijn ging. Buiten het eigen 22-metergebied leidt dit tot een line-out ter hoogte van de plaats van de kick.
Wordt de bal echter indirect over de zijlijn gekickt, dan geldt gewoon de plaats van het passeren van de zijlijn als de plaats van de line-out. Indirect betekent dat de bal eerst de grond (of iets anders) raakt alvorens in touch te gaan.
Bij een line-out stellen spelers van beide teams zich op in twee rijen dwars op de zijlijn met 1 m onderlinge afstand. Elk team is vrij om te bepalen hoeveel spelers in de line-out gaan staan. Een speler (meestal de hooker) gooit de bal tussen de 2 rijen door dwars op de zijlijn in. Spelers in de rij mogen worden opgetild om de bal te vangen of naar een teamgenoot door te spelen. belangrijk is dat dit veilig gebeurt. Een speler met de bal mag dus niet worden aangevallen, zolang deze niet op de grond staat.

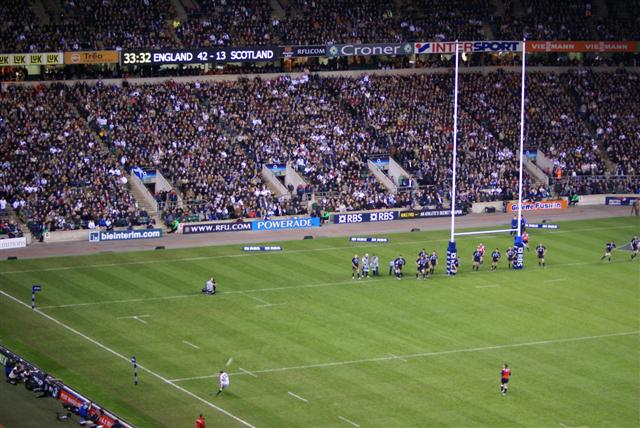
Een penalty.

### Scoren
In rugby kunnen de spelers op verschillende manieren punten scoren:
- Het trappen van de bal tussen de verticale palen en boven de dwarslat in het verdedigingsgebied van de tegenstander. Dit mag als de scheidsrechter een penalty heeft toegekend na een overtreding. Maar het mag ook vanuit een open-spelsituatie. De kick moet dan echter genomen zijn als drop-kick. Hiervoor worden 3 punten toegekend.
- De bal over de tryline van de tegenstander drukken (een 'try'). Deze score levert 5 punten op. De scheidsrechter mag na verdedigende overtredingen een straf-try toekennen.

- Na het scoren van een try mag een speler trachten een extra score toe te voegen door het nemen van een zogenaamde conversie kick. De conversie kick mag worden genomen ergens in een rechte lijn langs de lengte van het veld ten opzichte van de plaats van de try. Als deze conversie raak is, is dit 2 punten waard.

## Posities van de spelers
De vijftien spelers van een rugbyteam zijn in twee categorieën in te delen. De spelers met rugnummer 1 t/m 8 zijn de voorwaartsen, ofwel het 'Pack', de spelers met rugnummer 9 t/m 15 zijn de driekwarters, ook wel de 'backs' genoemd. Tevens kennen we een verder onderverdeling van het pack en de backs. Zo worden in het pack, de eerste rij, twee props met in het midden een hooker, tezamen met de tweede rij, waar de twee locks staan, de front five genoemd. De nummers 6 t/m 8 van het pack vormen tezamen de 'back row', ofwel derde rij. Een team mag maximaal acht reservespelers hebben.
De voorwaartsen zijn belangrijk in de spelonderdelen waarvoor geproportioneerde kracht en techniek nodig is, bijvoorbeeld in de scrums, de rucks en de mauls. Deze spelers in de eerste rij zijn vaak zwaarder en sterker dan de backs. De meeste eerste rijers, met name de props boeten hierdoor aan snelheid in, maar er zijn hookers die qua snelheid en behendigheid met de bal in de hand niet voor de driekwarters onder doen. Tweede rijers, de locks, zorgen voor het balbezit vanuit de line-outs en voor het 'op slot zetten' van de scrum. Meestal zijn deze spelers langer dan 1,95 m en buiten zij hun lengte gepaard met de benodigde sprongkracht uit om boven hun tegenstanders uit te komen. De derde rijers zijn de verbindingsspelers van het team die zowel bij het opzetten en continueren van aanvallen, alsmede het afbreken van aanvallen van de tegenstander, voor balbehoud en/of nieuw balbezit moeten zorgen.
De bijdrage van de backs is snelheid en techniek. Zij worden geacht met snelle combinaties de verdediging van de tegenstander uit positie te spelen. Tevens vormen zij het eerste verdedigingsblok, stoppen aanvallende spelers van de tegenpartij af tot het moment dat de derde rijers zich ermee kunnen bemoeien om balbezit veilig te stellen. De scrum-half en fly-half zijn de spelverdelers en worden samen de half-backs genoemd.
De posities van de spelers worden meestal in het Engels aangeduid.

## Internationaal
Het belangrijkste internationale toernooi is het wereldkampioenschap rugby, dat iedere vier jaar wordt georganiseerd. De huidige wereldkampioen is Zuid-Afrika, dat in 2019 beslag legde op de Webb Ellis Cup. In grootte en publieke belangstelling doet het toernooi maar voor weinig evenementen onder, maar het doet wel onder voor de Olympische Spelen en het WK voetbal. Het Nederlands rugbyteam doet sinds 1989 mee aan de kwalificatietoernooien voor dit evenement. Ternauwernood werden de eindronden van 1991 en 1995 gemist. De Nederlandse selecties in die jaren konden zich meten met de Europese subtop, zoals Roemenië en Italië. Ook werden regelmatig topteams uit Frankrijk, Engeland en Wales door het Nederlands Vijftiental verrast. Sedert 1995 is Rugby Union ook als professional te beoefenen en zijn de verschillen tussen de landen met een professionele kern en een betaalde competitieopzet en de 'kleinere' landen onoverbrugbaar geworden.
Op het Noordelijk halfrond bestaat al sinds de jaren tachtig van de negentiende eeuw een jaarlijkse competitie tussen de sterkste rugbylanden van Europa. Ooit begonnen als vierlandentoernooi, tussen Engeland, Ierland, Wales en Schotland, werd in het begin van de twintigste eeuw Frankrijk toegelaten en was er vanaf 1910 sprake van een vijflandentoernooi. Vanaf 1931 echter werd Frankrijk uitgesloten van deelname omdat de organisatie in Engeland vermoedde dat er in Frankrijk spelers betaald werden. In 1939 werd de ruzie bijgelegd en mocht Frankrijk wederom aan dit toernooi deelnemen. In het jaar 2000 wordt Italië toegelaten tot het prestigieuze toernooi en wordt nu ieder jaar het Zeslandentoernooi voor mannen gehouden. De deelnemende teams zijn Engeland, Wales, Frankrijk, Italië, Ierland en Schotland. Opvallend hierbij is dat Ierland internationaal uitkomt als combinatie van Ierland en Noord-Ierland (Verenigd Koninkrijk). Er wordt dan ook een apart volkslied gespeeld, Ireland's Call.
Kleinere Europese rugbylanden, waaronder België en Nederland, spelen onder de vlag van de Europese Rugbybond Rugby Europe de European Nations Cup.
Op het Zuidelijk halfrond heet de tegenhanger van het Europese Zeslandentoernooi The Rugby Championship. De deelnemers zijn Australië, Nieuw-Zeeland, Zuid-Afrika en Argentinië.

## Top 30 Rugby Union Teams
1. Zuid-Afrika
2. Nieuw-Zeeland
3. Ierland
4. Frankrijk
5. Engeland
6. Schotland
7. Argentinië
8. Wales
9. Australië
10. Fiji
11. Italië
12. Japan
13. Portugal
14. Georgië
15. Samoa
16. Tonga
17. Uruguay
18. Verenigde Staten
19. Spanje
20. Roemenië
21. Namibië
22. Chili
23. Canada
24. Hongkong
25. Rusland
26. Brazilië
27. Nederland
28. Zwitserland
29. België[3]
30. Zuid-Korea

- laatste update : 23 okt 2023

## Mentaliteit
Hoewel het er op het veld soms hard aan toegaat, hebben rugbyers een onderlinge erecode die is gebaseerd op respect. Na een wedstrijd bedanken de teams elkaar door voor de tegenstander een erepoort te vormen. Daarna volgt altijd de 'derde helft', waarin de sfeer kameraadschappelijk te noemen is. Tijdens een wedstrijd wordt het als onwenselijk gezien dat de beslissingen van de scheidsrechter worden bekritiseerd door spelers. De enige van wie het wordt gedoogd is de teamcaptain. Bij rugby mogen de scheidsrechters bij openlijke kritiek een penalty geven door de overtredende partij de bal te ontnemen en tien meter terug te laten gaan op het eigen terrein. Bij herhaaldelijke kritiek op de spelleiding kunnen spelers (tijdelijk) van het veld worden gestuurd. 
Ook worden er zelden blessures geveinsd. Naast het feit dat tijdens officiële wedstrijden de klok bij spelonderbrekingen stil wordt gezet en verzorging te allen tijde het veld in mag (waardoor tijdrekken geen zin heeft) wordt het ook tactisch als onwenselijk gezien om je zwaktes aan de tegenstander te laten zien.

## Studentenrugby
In Nederland heeft het rugby altijd een officieuze scheiding gekend tussen de studentensport en de burgersport. Dit verschil bestond in eerste instantie uit het internationale karakter van de rugbysport waardoor de studenten door internationale medestudenten in eerdere fase in aanraking kwamen met de internationale sport. Het is dan ook niet toevallig dat de sport is geïntroduceerd door de Engelse krijgsgevangenen die speelden met Zuid-Afrikaanse uitwisselingsstudenten in Delft, waar dit door de Delftse studenten is opgepikt en later overgenomen door Groningse en Leidse studenten, zodat er een studentencompetitie ontstond. Door deze internationale invloeden heeft de sport haar basis in Nederland kunnen vinden. Dat de afgelopen jaren niet-studententeams kampioen kon worden betekent dat de rugbysport haar studentenstatus heeft kunnen ontgroeien.